# John Wooden
John Robert Wooden (14. října 1910 Hall, USA – 4. června 2010 Los Angeles, USA) byl americký basketbalový hráč a trenér. Do historie basketbalu se zapsal ziskem deseti titulů v univerzitní lize NCAA s týmem Kalifornské univerzity UCLA Bruins. Kromě toho vedl svůj tým v zápasech k 88 vítězstvím v nepřetržité sérii. Stal se tak historicky nejúspěšnějším univerzitním trenérem a prvním člověkem, který byl uveden do Basketbalové síně slávy jako trenér i hráč.
Podle jména čtvrti Los Angeles, kde působil, byl přezdíván „Čaroděj z Westwoodu“. Byl však velmi skromným, decentním člověkem, a tuto přezdívku neměl rád.

## Život
John Wooden s týmem Kalifornské univerzity UCLA Bruins získal deset titulů NCAA během dvanácti let. V letech 1967 až 1973 zvítězil se svým týmem sedmkrát za sebou. Trénoval i budoucí slavné hráče Los Angeles Lakers Kareema Abdula-Jabbara a Gaila Goodriche nebo Billa Waltona (Portland Trail Blazers).
Za druhé světové války sloužil téměř dva roky u amerického námořnictva.

## Přístup k životu a basketbalu

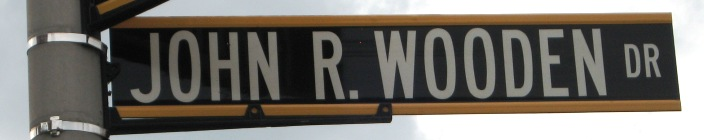

Cílem Johna Woodena bylo vychovat ze svých svěřenců nejen výborné hráče basketbalu, ale především dobré lidi. Vštěpoval jim zásady, které byly často stejně dobře uplatnitelné v basketbalu i v životě. Sám sebe považoval za učitele, nikoli trenéra.
- Selhání v přípravě znamená přípravu na selhání. (Failing to prepare is preparing to fail. Citát Benjamina Franklina)
- Buď rychlý, ale nespěchej. (Be quick, but don't hurry.)
- Pružnost je klíčem ke stabilitě. (Flexibility is the key to stability.)
- Hledej příležitosti, jak dát najevo svůj zájem. Ty nejmenší skutky mají často největší vliv. (Seek opportunities to show you care. The smallest gestures often make the biggest difference.)

Je také autorem Pyramidy úspěchu, složené z bloků (např. píle, sebeovládání, fyzická a psychická kondice), tvořích součásti úspěchu. Po ukončení basketbalové kariéry se stal vyhledávaným řečníkem, kterého si firmy zvaly na přednášky.
Wooden byl křesťan, denně četl Bibli. Víra ho v životě silně ovlivňovala a přál si, aby byla pro druhé zjevná: „Kdybych byl někdy kvůli svému náboženství stíhán, doufám, že by se našlo dost důkazů, abych mohl být usvědčen.“

## Ocenění
- Prezidentská medaile svobody (2003)

## Dílo
- John Wooden and Steve Jamison (2010) The Wisdom of Wooden: My Century On and Off the Court, McGraw-Hill Education. ISBN 978-0071751162
- John Wooden and Don Yaeger (2009) A Game Plan for Life: The Power of Mentoring, Bloomsbury USA. ISBN 978-1-59691-701-9
- John Wooden and Steve Jamison (2009) Coach Wooden's Leadership Game Plan for Success: 12 Lessons for Extraordinary Performance and Personal Excellence, McGraw-Hill Professional. ISBN 978-0-07-162614-9
- John Wooden and Steve Jamison (2007) The Essential Wooden: A Lifetime of Lessons on Leaders and Leadership, McGraw-Hill Education. ISBN 978-0-07-148435-0
- John Wooden with Swen Nater (2006) John Wooden's UCLA Offense, Human Kinetics. ISBN 978-0-7360-6180-3
- John Wooden and Steve Jamison (2005) Wooden on Leadership: How to Create a Winning Organization, McGraw-Hill Education. ISBN 978-0-07-145339-4
- John Wooden, Jay Carty (2005) Coach Wooden's Pyramid of Success Playbook, Revell. ISBN 978-0800726263
- John Wooden with Steve Jamison (2004) My Personal Best, McGraw-Hill Professional. ISBN 978-0-07-143792-9
- John Wooden with Jack Tobin (2003) They Call Me Coach, McGraw-Hill Professional. ISBN 978-0-07-142491-2
  - (1985) Hardcover Revised Edition. Word Books. ISBN 978-0849904387
- John Wooden, Jay Carty (2003) Coach Wooden One-on-One, Regal. ISBN 978-0830732913
- Andrew Hill with John Wooden (2001) Be Quick – But Don't Hurry: Finding Success in the Teachings of a Lifetime, Simon & Schuster ISBN 978-0743213882
- John Wooden with Steve Jamison (1997) Wooden: A Lifetime of Observations and Reflections On and Off the Court, Contemporary Books. ISBN 978-0-8092-3041-9
- John Wooden (1966) Practical Modern Basketball. The Ronald Press Company.